# Cyclodendron
Cyclodendron é um gênero de Licófitas e que datam do Permiano. Plantas vascularizadas sem sementes com reprodução por esporos.

## Localização
No Brasil, o fóssil de espécie indefinida do gênero Cyclodendron, foi localizada no afloramento Morro Papaléo  no município de Mariana Pimentel. Estão na Formação Rio Bonito e datam  do Sakmariano, no Permiano.
A espécie C. andreisii foi localizada no Uruguai.